# Tony Crook
Tony Crook (n. 16 februarie 1920, Manchester) a fost un pilot englez de Formula 1 care a evoluat în Campionatul Mondial între anii 1952 și 1953.